# Sant Joan Salerm de Juià
Sant Joan Salerm de Juià és una església gòtica de Juià (Gironès) protegida com a bé cultural d'interès local.

## Descripció
Ermita o capella situada a la part meridional del poble de Juià. No té culte i es troba en estat ruïnós. Conserva el perímetre dels murs fins al teulat i un campanar d'espadanya perpendicular a la façana. Es creu que és l'antic monestir de Sant Joan de Salerm, que per manca de comunitat de donades que seguien la regla de Sant Benet.
Les ruïnes actuals corresponen a un edifici gòtic amb alguns elements esculpits dels segles XV o XVI. El centre religiós havia estat format per una església, un priorat de monges benedictines, una casa d'ermitans, un pati i una cisterna. Les primeres notícies que se'n tenen són del Segle XIII.